# Jean Barbeyrac
Jean Barbeyrac (Béziers, 15 marzo 1674 – Groninga, 3 marzo 1744) è stato un giurista francese.

## Biografia

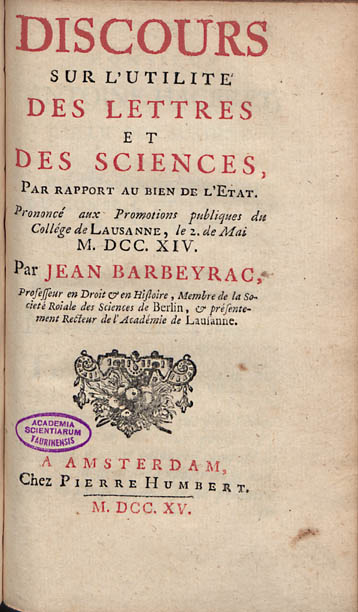
Discours sur l'utilité des lettres et des sciences, par rapport au bien de l'Etat, 1715

Era nipote di Charles Barbeyrac, noto medico di Montpellier. Si trasferì con la sua famiglia in Svizzera dopo la revoca dell'editto di Nantes. Visse a Ginevra e Francoforte sul Meno, infine diventò professore di belle lettere nella scuola francese di Berlino. Nel 1711 fu chiamato professore di storia e diritto continentale a Losanna e infine di diritto pubblico a Groninga.
È noto prevalentemente per la sua traduzione dell'opera di Samuel Pufendorf, De Jure Naturae et Gentium, tradotta con titolo  Droit de la nature et des gens, in cui inserì in parte le proprie convinzioni. In particolare riteneva che il diritto internazionale avesse una base naturale, contro Grotius; rifiutava l'assimilazione della sovranità alla proprietà; riteneva il matrimonio una materia di diritto civile. 
Il suo Traité de la morale des Pères (1728) in cui criticava aspramente l'autorità degli scrittori sacri e la loro tendenza all'allegoria, fu scritto dall'autore per difendersi dall'erudito benedettino Rémy Ceillier che aveva confutato la sua Prefazione alla traduzione del De iure naturae et gentium di S. Pufendorf.

## Opere
- (FR) Discours sur l'utilité des lettres et des sciences, par rapport au bien de l'Etat, Amsterdam, Pierre Humbert, 1715.
- (FR) Recueil de discours sur diverses matieres importantes, vol. 1, Amsterdam, Pierre Humbert, 1731.
  - (FR) Recueil de discours sur diverses matieres importantes, vol. 2, Amsterdam, Pierre Humbert, 1731.

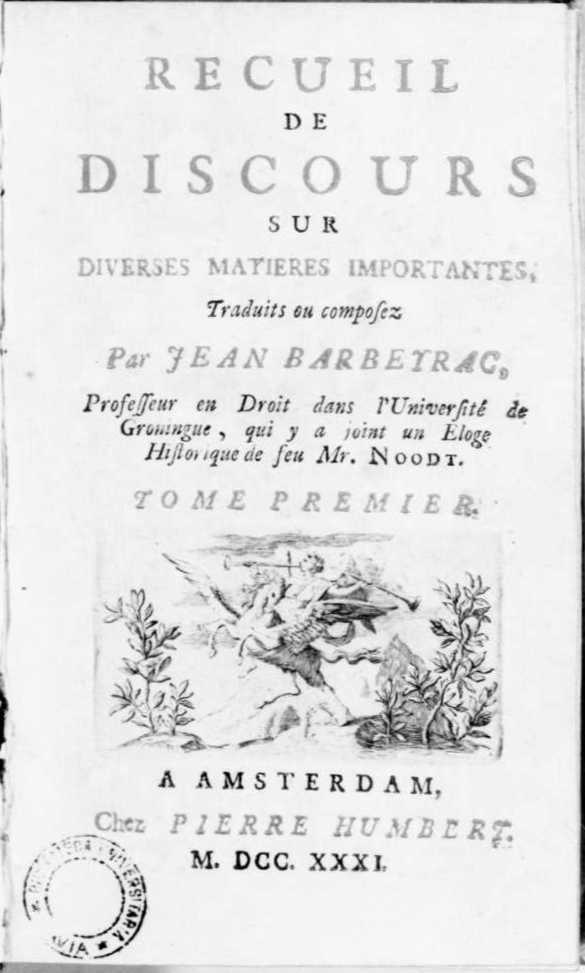
Recueil de discours sur diverses matieres importantes, 1731

## Biografia
- (DE)  Fiammetta Palladini, Die Berliner Hugenotten und der Fall Barbeyrac. Orthodoxe und ‘Sozinianer’ im Refuge (1685-1720) (Leiden, Brill, 2011) (Brill's Studies in Intellectual History, 204).